# Golumbu, Dolj
Golumbu este un sat în comuna Fărcaș din județul Dolj, Oltenia, România. Are o altitudine 316 m înălțime. Are o lungime de 1457m. Golumbu fiind un sat mijlociu din punct de vedere al locuitorilor.

 Acest articol despre o localitate din județul Dolj este deocamdată un ciot. Puteți ajuta Wikipedia prin completarea lui.